# Barbara di Brandeburgo

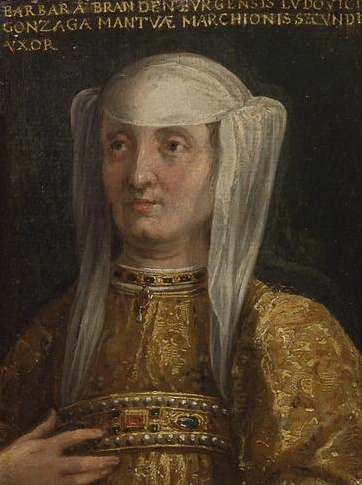
Ritratto di Barbara di Brandeburgo.

Barbara di Hohenzollern (30 settembre 1422 – Mantova, 7 novembre 1481) fu una nobile del Brandeburgo, nipote dell'imperatore Sigismondo e marchesa di Mantova dal 1444 al 1478. Divenne una delle donne più illuminate del suo tempo.

## Biografia
Fu la prima figlia di Giovanni l'Alchimista, erede dell'Elettore del Brandeburgo Federico I di Hohenzollern, e di Barbara di Sassonia-Wittenberg (1405-1465). Suo padre rinunciò però ai suoi diritti di primogenitura ed a quelli di successione nel Brandeburgo e fu insignito dei possedimenti degli Hohenzollern nella Franconia.
Il 22 maggio 1427, a conclusione di un trattato di pace tra il marchesato di Brandeburgo e ducato di Pomerania, venne fidanzata a Gioacchino il Giovane, figlio del duca di Pomerania Casimiro V, che in seguito sposò la sorella minore Elisabetta di Brandeburgo (1425-1465).
A dieci anni Barbara venne data in sposa al diciannovenne Ludovico II, figlio ed erede del signore di Mantova Gianfrancesco Gonzaga. Le nozze vennero celebrate a Mantova il 12 novembre 1433 nella cattedrale di San Pietro di Mantova. Il matrimonio con Barbara, imparentata con l'Imperatore Sigismondo e con l'Elettore di Brandeburgo significò un sostanziale potenziamento per la famiglia Gonzaga, che era stata recentemente insignita dall'imperatore Sigismondo del Marchesato di Mantova.
Essendosi sposata in giovane età, Barbara fu educata alla corte di Mantova con gli altri membri della famiglia Gonzaga e divenne una delle donne più notevoli e più colte del Rinascimento. Imparò quattro lingue e fu un'esperta di letteratura. Tra i suoi maestri vi fu anche l'umanista Vittorino da Feltre.
Barbara divenne marchesa consorte di Mantova alla morte del suocero nel 1444, mantenendo il titolo fino a quando rimase vedova nel 1478.
Grazie all'impegno di Barbara di Brandeburgo, la corte dei Gonzaga a Mantova si trasformò in uno dei famosi centri di cultura e arte del Rinascimento in Italia. Insieme alla famiglia, venne ritratta da Andrea Mantegna nel famoso affresco La Corte della Camera degli Sposi, presso il Castello di San Giorgio a Mantova.
Stimatissima dal marito, che le affidò la reggenza del Marchesato durante le sue numerose assenze, Barbara partecipò alla gestione del governo e curò personalmente l'educazione dei figli.
Ella diede particolare risalto alle relazioni tra Mantova ed il Sacro Romano Impero, facendo sposare tre dei suoi figli e figlie con principi e principesse tedesche. Barbara condusse inoltre gran parte della corrispondenza diplomatica, non solo con la sua famiglia, ma anche con i Visconti, la Curia, e numerose personalità dell'Impero.
Diede incarico a Girolamo da Cremona di finire il messale in pergamena che Gianlucido Gonzaga aveva commissionato nel 1442 a Belbello da Pavia e che è conosciuto oggi col nome di Messale di Barbara.
Alla morte di Ludovico II, non essendosi rinvenuto il testamento del marchese defunto, fu proprio lei a presiedere in qualche modo alla successiva spartizione dei territori gonzagheschi tra i figli maschi, spartizione che poi si sarebbe rivelata praticamente definitiva. Al primogenito Federico I furono assegnati Mantova ed il relativo titolo marchionale (assieme alla contea di Rodigo, feudo imperiale). Agli altri quattro figli, suddivisi in due coppie formate ciascuna da un laico e da un ecclesiastico, toccarono invece alla fine, in regime di consignoria e con patto di reciproca successione in caso di mancanza di figli maschi, le terre del cosiddetto "Mantovano nuovo": in particolare, al cardinale Francesco e a Gianfrancesco, le terre dell'Oltre Oglio, tra cui Sabbioneta, Viadana, Bozzolo e Gazzuolo; ai due figli più giovani, Rodolfo e  il protonotario Ludovico, Luzzara e i territori ai confini con Brescia, tra cui Castiglione, Solferino e Castel Goffredo. Essendo due degli eredi appartenenti al clero, era presumibile che alla loro morte i feudi sarebbero conseguentemente tornati in capo ai rispettivi fratelli consignori o ai loro eredi. Il patto di spartizione fu quindi ratificato dall'imperatore Federico III il 10 giugno 1479.
Barbara morì nel 1481 e venne sepolta nella cattedrale di San Pietro a Mantova.

## Matrimonio e figli
Dal matrimonio con Ludovico II nacquero undici figli:
- Federico (Mantova, 25 giugno 1441-Mantova, 14 luglio 1484), che sposò Margherita di Baviera e fu padre di Francesco II Gonzaga, marito di Isabella d'Este;
- Francesco (15 marzo 1444-Porretta, 22 ottobre 1483), cardinale nel 1461; consignore di Sabbioneta, Bozzolo, Viadana e Gazzuolo
- Paola Bianca (1445-18 ottobre 1447)[14];
- Gianfrancesco (4 ottobre 1446-Bozzolo, 28 agosto 1496), consignore di Sabbioneta, Bozzolo, Viadana e Gazzuolo, che sposò Antonia del Balzo;
- Susanna (15 ottobre 1447-Mantova, 19 dicembre 1481), monaca presso la chiesa di Santa Paola a Mantova;
- Dorotea (Mantova, 6 dicembre 1449-Pavia, 21 aprile 1467), promessa sposa a Galeazzo Maria Sforza;
- Cecilia (25 marzo 1451- 20 aprile 1478)[15];
- Rodolfo (18 aprile 1452-Fornovo, 6 luglio 1495), marchese di Luzzara e consignore di Castiglione delle Stiviere, Solferino e Castel Goffredo, che sposò prima Antonia Malatesta, figlia di Sigismondo Pandolfo Malatesta, e poi Caterina Pico, figlia di Gian Francesco I della Mirandola;
- Barbara (Mantova, 11 dicembre 1455-Böblingen, 31 maggio 1503), che sposò Eberardo V, duca di Württemberg;
- Ludovico (21 agosto 1460-Reggiolo, 4 gennaio 1511), vescovo eletto di Mantova; consignore di Castiglione delle Stiviere, Solferino e Castel Goffredo
- Paolina (23 settembre 1464[14]-1496), che sposò Leonardo di Gorizia.

## Ascendenza
|                                    |                                    |                                  | Genitori               |  |  | Nonni |  |  | Bisnonni                 |  |  | Trisnonni                 |  |
|                                    |                                    |                                  |                        |  |  |       |  |  | Federico V di Norimberga |  |  | Giovanni II di Norimberga |  |
|                                    |                                    |                                  |                        |  |  |       |  |  | Federico V di Norimberga |  |  | Giovanni II di Norimberga |  |
|                                    |                                    | Elisabetta di Henneberg          |                        |  |  |       |  |  | Federico V di Norimberga |  |  |                           |  |
| Federico I di Brandeburgo          |                                    |                                  |                        |  |  |       |  |  | Federico V di Norimberga |  |  |                           |  |
|                                    |                                    | Elisabetta di Meißen             | Federico II di Meißen  |  |  |       |  |  |                          |  |  |                           |  |
|                                    |                                    | Elisabetta di Meißen             | Federico II di Meißen  |  |  |       |  |  |                          |  |  |                           |  |
|                                    |                                    | Elisabetta di Meißen             | Matilde di Baviera     |  |  |       |  |  |                          |  |  |                           |  |
| Giovanni l'Alchimista              |                                    | Elisabetta di Meißen             |                        |  |  |       |  |  |                          |  |  |                           |  |
|                                    |                                    | Federico di Baviera-Landshut     | Stefano II di Baviera  |  |  |       |  |  |                          |  |  |                           |  |
|                                    |                                    | Federico di Baviera-Landshut     | Stefano II di Baviera  |  |  |       |  |  |                          |  |  |                           |  |
|                                    |                                    | Federico di Baviera-Landshut     | Isabella d'Aragona     |  |  |       |  |  |                          |  |  |                           |  |
| Elisabetta di Baviera-Landshut     |                                    | Federico di Baviera-Landshut     |                        |  |  |       |  |  |                          |  |  |                           |  |
|                                    |                                    | Maddalena Visconti               | Bernabò Visconti       |  |  |       |  |  |                          |  |  |                           |  |
|                                    |                                    | Maddalena Visconti               | Bernabò Visconti       |  |  |       |  |  |                          |  |  |                           |  |
|                                    |                                    | Maddalena Visconti               | Regina della Scala     |  |  |       |  |  |                          |  |  |                           |  |
| Barbara di Brandeburgo             |                                    | Maddalena Visconti               |                        |  |  |       |  |  |                          |  |  |                           |  |
|                                    | Venceslao I di Sassonia-Wittenberg | Rodolfo I di Sassonia-Wittenberg |                        |  |  |       |  |  |                          |  |  |                           |  |
|                                    | Venceslao I di Sassonia-Wittenberg | Rodolfo I di Sassonia-Wittenberg |                        |  |  |       |  |  |                          |  |  |                           |  |
|                                    | Venceslao I di Sassonia-Wittenberg | Agnese di Lindow-Ruppin          |                        |  |  |       |  |  |                          |  |  |                           |  |
| Rodolfo III di Sassonia-Wittenberg | Venceslao I di Sassonia-Wittenberg |                                  |                        |  |  |       |  |  |                          |  |  |                           |  |
|                                    |                                    | Cecilia da Carrara               | Francesco I da Carrara |  |  |       |  |  |                          |  |  |                           |  |
|                                    |                                    | Cecilia da Carrara               | Francesco I da Carrara |  |  |       |  |  |                          |  |  |                           |  |
|                                    |                                    | Cecilia da Carrara               | Fina Buzzaccarini      |  |  |       |  |  |                          |  |  |                           |  |
| Barbara di Sassonia-Wittenberg     |                                    | Cecilia da Carrara               |                        |  |  |       |  |  |                          |  |  |                           |  |
|                                    |                                    | Rupert I di Legnica              | Venceslao I di Legnica |  |  |       |  |  |                          |  |  |                           |  |
|                                    |                                    | Rupert I di Legnica              | Venceslao I di Legnica |  |  |       |  |  |                          |  |  |                           |  |
|                                    |                                    | Rupert I di Legnica              | Anna di Teschen        |  |  |       |  |  |                          |  |  |                           |  |
| Barbara di Legnica                 |                                    | Rupert I di Legnica              |                        |  |  |       |  |  |                          |  |  |                           |  |
|                                    |                                    | Edvige di Sagan                  | Enrico V di Sagan      |  |  |       |  |  |                          |  |  |                           |  |
|                                    |                                    | Edvige di Sagan                  | Enrico V di Sagan      |  |  |       |  |  |                          |  |  |                           |  |
|                                    |                                    | Edvige di Sagan                  | Anna di Płock          |  |  |       |  |  |                          |  |  |                           |  |
|                                    |                                    | Edvige di Sagan                  |                        |  |  |       |  |  |                          |  |  |                           |  |

## Omaggi
Barbara è il personaggio principale del romanzo storico La principessa di Mantova della scrittrice francese Marie Ferranti.

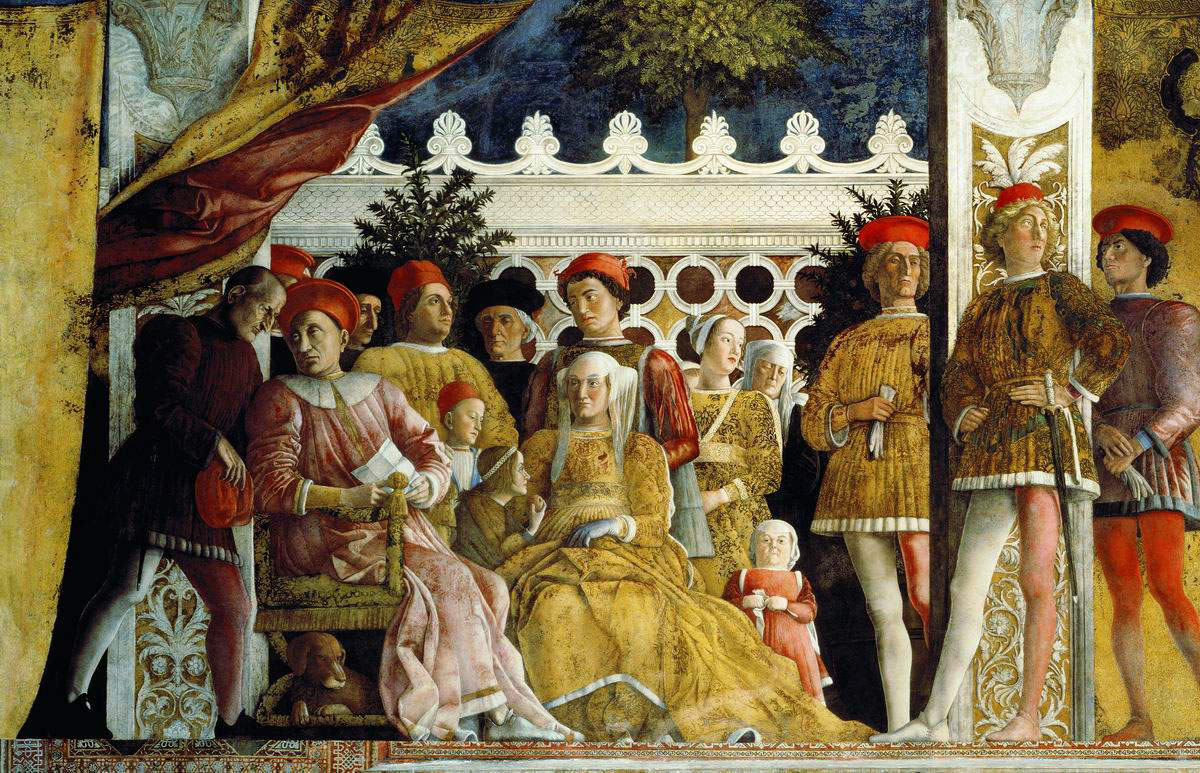
Camera degli Sposi, di Andrea Mantegna